# Gouden Uil

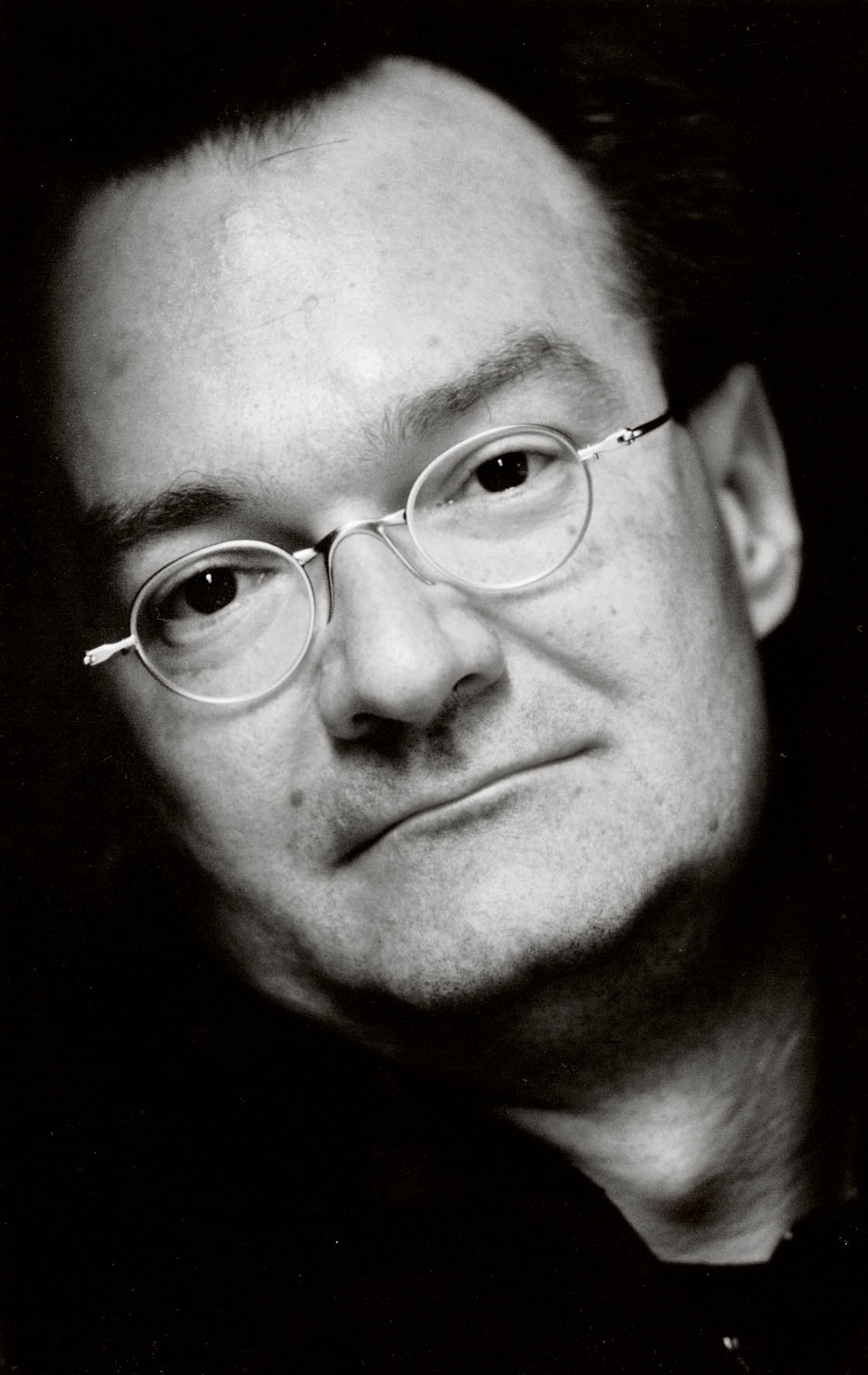
Marcel Möring, lauréat en 1998.

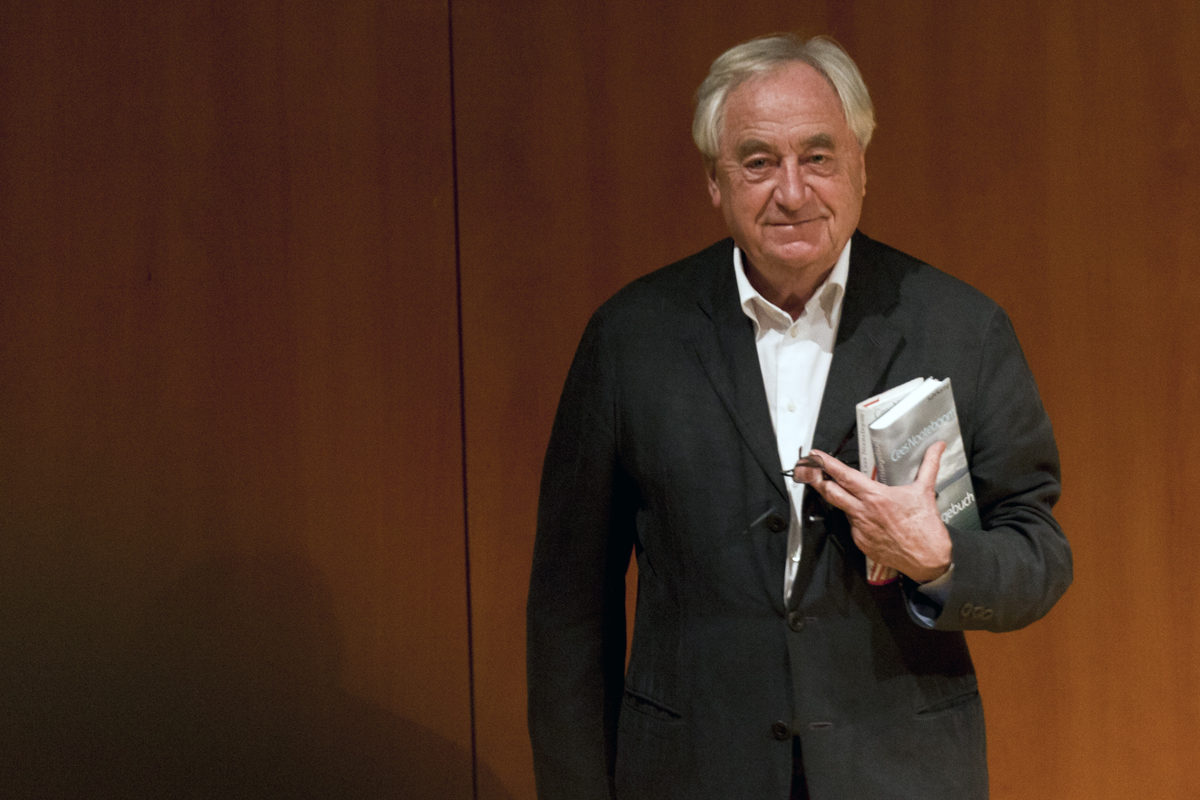
Cees Nooteboom, lauréat en 2010.

Le Gouden Boekenuil (anciennement Gouden Uil, la Chouette d'or) est un prix littéraire belge institué en 1995 qui récompense chaque année une œuvre littéraire originale en néerlandais.

## Fonctionnement
Le jury est composé d'un président et de cinq critiques littéraires qui se prononcent sur cinq livres nommés.
Le prix des lecteurs est décerné par un jury de 100 lecteurs flamands qui se prononcent sur cinq livres nommés.
De Gouden Uil a évolué et n'a plus de catégorie ni pour la littérature jeunesse, ni pour les textes qui ne sont pas de la fiction.

## Récompenses
En 2014 :
- Pour le Gouden Boekenuil 2014 : 25 000 € et une œuvre d'art de Philip Aguirre pour le lauréat ; 1 000 € pour chaque nommé.
- Pour le prix du public : 2 500 € et un stylo Montblanc pour le lauréat.

## Lauréats
- 1995

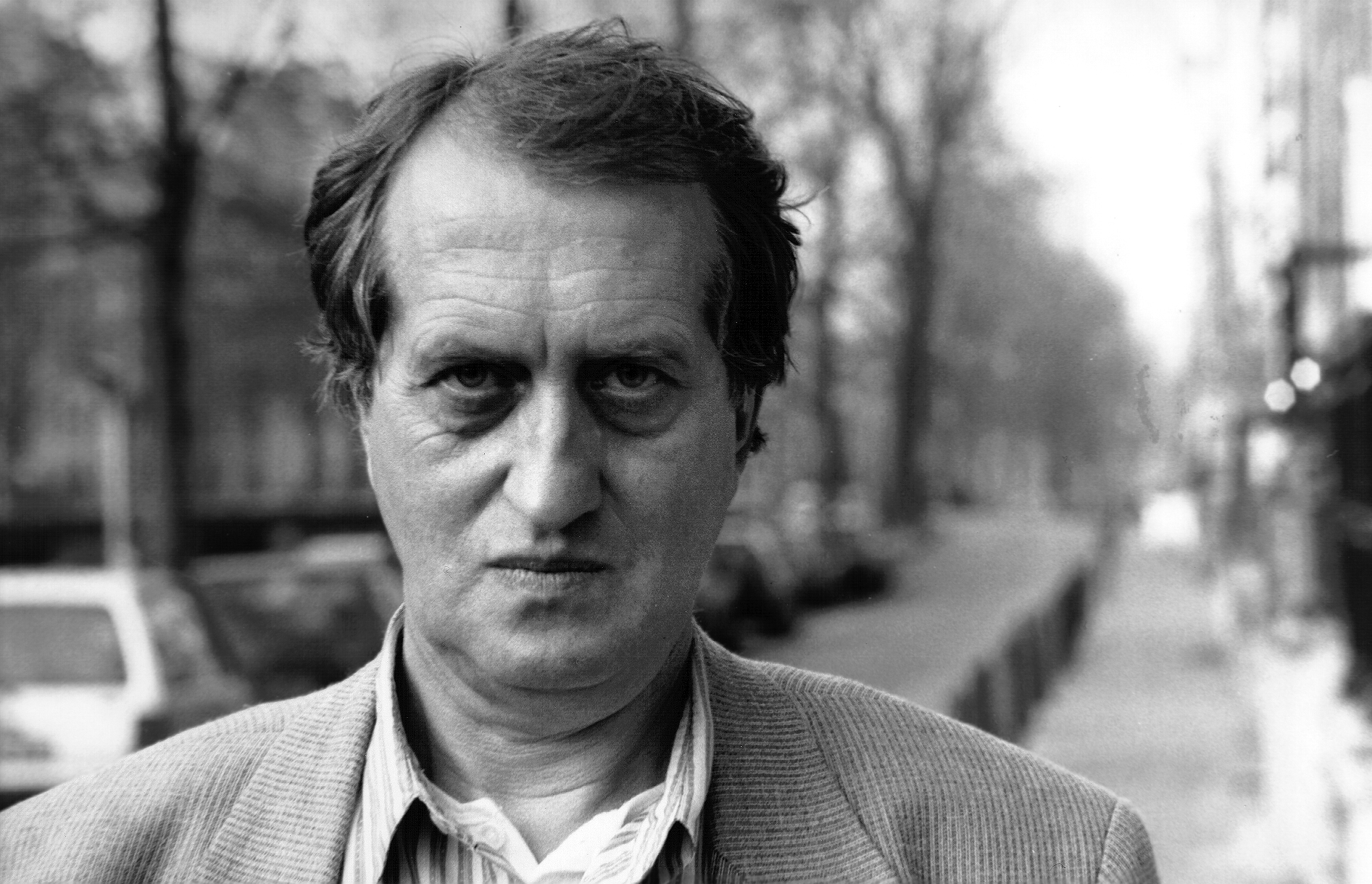
Gerrit Komrij

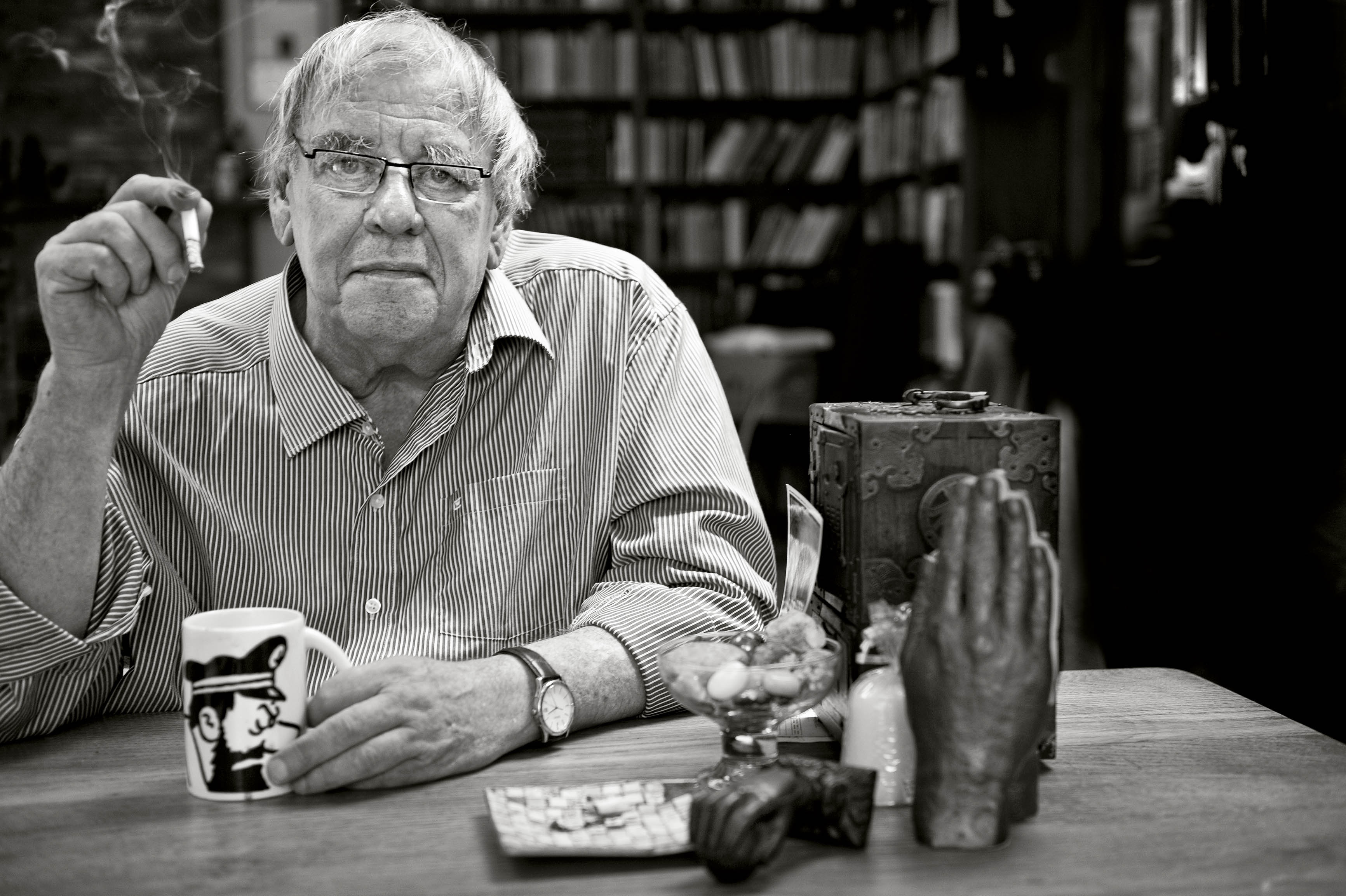
Jeroen Brouwers

  - Fiction : Adriaan van Dis - Indische Duinen
  - Littérature jeunesse : Anne Provoost - Vallen
  - Non-Fiction : Jeroen Brouwers - Vlaamse Leeuwen

- 1996
  - Fiction : Guido van Heulendonk - Paarden Zijn Ook Varkens
  - Littérature jeunesse : Anton Quintana - Het Boek van Bod Pa
  - Non-Fiction : Joris van Parys - Frans Masereel, een biografie

- 1997
  - Fiction : A.F.Th. van der Heijden - Het Hof van Barmhartigheid & Onder het Plaveisel het Moeras
  - Littérature jeunesse : Joke van Leeuwen - Iep!
  - Non-Fiction : Elsbeth Etty - Liefde is Heel het leven

- 1998
  - Fiction : Marcel Möring - In Babylon
  - Littérature jeunesse : Peter van Gestel - Mariken
  - Non-Fiction : Leonard Blussé - Bitters Bruid

- 1999
  - Fiction : Geerten Meijsing - Tussen Mes en Keel
  - Littérature jeunesse : Rita Verschuur - Jubeltenen
  - Non-Fiction : Gerrit Komrij - In Liefde Bloeyende

- 2000
  - Littérature : Peter Verhelst - Tongkat
  - Littérature jeunesse : Toon Tellegen - De Genezing van de Krekel
  - Prix du public : Tom Lanoye - Zwarte Tranen

- 2001
  - Littérature : Jeroen Brouwers - Geheime kamers
  - Littérature jeunesse : Bart Moeyaert, Gerda Dendooven et Filip Bral - Luna van de boom
  - Prix du public : Jeroen Brouwers - Geheime kamers

- 2002
  - Littérature : Arnon Grunberg - De Mensheid Zij Geprezen
  - Littérature jeunesse : Bas Haring - Kaas & de evolutietheorie
  - Prix du public : Peter Verhelst - Memoires van een Luipaard

- 2003
  - Littérature : Tom Lanoye - Boze Tongen
  - Littérature jeunesse : Floortje Zwigtman - Wolfsroedel
  - Prix du public : Tom Lanoye - Boze Tongen

- 2004
  - Littérature : Hafid Bouazza - Paravion
  - Littérature jeunesse : Martha Heesen - Toen Faas niet thuiskwam
  - Prix du public : Chris De Stoop - Zij kwamen uit het Oosten

- 2005
  - Littérature : Frank Westerman - El Negro en ik
  - Littérature jeunesse : Guus Kuijer - Het boek van alle dingen
  - Prix du public : Patricia De Martelaere - Het onverwachte antwoord

- 2006
  - Littérature : Henk van Woerden - Ultramarijn
  - Littérature jeunesse : Floortje Zwigtman - Schijnbewegingen
  - Prix du public : Stefan Brijs - De engelenmaker

- 2007
  - Littérature : Arnon Grunberg - Tirza
  - Littérature jeunesse : Marjolijn Hof - Een kleine kans
  - Prix du public : Dimitri Verhulst - De helaasheid der dingen

- 2008
  - Littérature : Marc Reugebrink - Het Grote Uitstel
  - Littérature jeunesse : Sabien Clement, Mieke Versyp et Pieter Gaudesaboos - Linus
  - Prix du public : Jeroen Brouwers - Datumloze dagen

- 2009
  - Littérature : Robert Vuijsje - Alleen maar nette mensen
  - Littérature jeunesse : Peter Verhelst - Het geheim van de keel van de nachtegaal (ill. Carll Cneut)
  - Prix du public : Pia de Jong - Lange dagen
  - Prix du jeune public : Els Beerten- Allemaal willen we de hemel

- 2010
  - Littérature : Cees Nooteboom - 's Nachts komen de vossen
  - Littérature jeunesse : Ditte Merle - Wild Verliefd
  - Prix du public : Tom Lanoye - Sprakeloos
  - Prix du jeune public : Marita de Sterck- De hondeneters

- 2011
  - Pas de prix

- 2012
  - Gouden Boekenuil : David Pefko - Het voorseizoen
  - Prix du jury des lecteurs : Stephan Enter - Grip

- 2013
  - Gouden Boekenuil : Oek de Jong - Pier en oceaan
  - Prix du jury des lecteurs : Tommy Wieringa - Dit zijn de namen

- 2014
  - Gouden Boekenuil : Joost de Vries - De republiek
  - Prix du jury des lecteurs : Stefan Hertmans - Oorlog en terpentijn

- 2015
  - Prix du jury des lecteurs : Niña Weijers - De Consequenties
- 2017
  - Gouden Boekenuil : Jeroen Olyslaegers - Wil

## Disparition
Le Prix de littérature Fintro / Gouden Uil devrait disparaître en 2019.

## Source de la traduction
- (nl) Cet article est partiellement ou en totalité issu de l’article de Wikipédia en néerlandais intitulé « De Gouden Uil Literatuurprijs » (voir la liste des auteurs).